# Nicolas Vallée
Nicolas Vallée, né le 3 février 1998, est un coureur cycliste français, spécialisé en trial.

## Biographie
Nicolas Vallée commence le VTT trial à l'âge de cinq ans.
Formé à l'EC Cerny, il est « pris sous son aile » par Vincent Hermance à douze ans et rejoint l'ESC Meaux en 2014. Cette année-là, il est médaillé d'argent du championnat du monde de trial par équipes. En 2015 et 2016, il est champion du monde dans cette spécialité ainsi qu'en trial 26 pouces en catégorie junior.
En 2017, il passe en catégorie élite. Il remporte le championnat de France devant le tenant du titre Vincent Hermance. En fin d'année, lors de la première édition des championnats du monde de cyclisme urbain à Chengdu en Chine, il prend la deuxième place du championnat du monde 26 pouces, derrière Jack Carthy.
Parallèlement à sa carrière sportive, il suit une formation d'ingénieur à l'INSA de Toulouse.

## Palmarès

### Championnats du monde
|             | 2014 (juniors) | 2015 (juniors) | 2016 (juniors) | 2017 | 2018 | 2019 | 2021 |
| ----------- | -------------- | -------------- | -------------- | ---- | ---- | ---- | ---- |
| 20 pouces   |                |                | 2              |      |      |      |      |
| 26 pouces   |                | 1              | 1              | 2    | 3    | 2    |      |
| Par équipes | 2              | 1              | 1              |      | 3    | 3    | 2    |

### Coupe du monde
|                                        | 2016 | 2017 | 2018 | 2019 |
| -------------------------------------- | ---- | ---- | ---- | ---- |
| Coupe du monde de vélo trial 26 pouces | 2    |      | 1    | 2    |

### Championnats d'Europe
|           | 2014 (juniors) | 2015 (juniors) | 2016 (juniors) | 2017 | 2018 | 2019 |
| --------- | -------------- | -------------- | -------------- | ---- | ---- | ---- |
| 26 pouces | 2              | 1              | 1              |      | 2    | 2    |

### Championnats de France
|           | 2015 | 2016 | 2017 | 2018 | 2019 | 2020 | 2021 |
| --------- | ---- | ---- | ---- | ---- | ---- | ---- | ---- |
| 26 pouces | 2    |      | 1    | 1    | 1    |      | 1    |